# Янни или Лорел
Янни или Лорел — аудиоиллюзия, ставшая вирусной в мае 2018 года. В этой аудиозаписи 56 % из более чем 500 000 проголосовавших в опросе на Твиттере слышат мужчину, произносящего «Лорел», а 44 % слышат женщину, произносящую «Янни».

## История
Аудиозапись была создана из записи 2007 года для слова «Laurel» на онлайн-словаре Vocabulary.com. Распространение аудио в качестве иллюзии, скорее всего, началось со студентки средней школы Flowery Branch, когда она выложила иллюзию на Instagram 11 мая 2018. Иллюзия получила больше популярности, когда друг студентки на следующий день выложил запись на сайт Reddit. Мем был подхвачен ютубершей Хлоей Фельдман в своем аккаунте в Twitter.
Выяснилось, что исходную запись наговорил Джей Обри Джонс, оперный певец (оперные певцы часто поют на незнакомых языках и потому обучены читать знаки транскрипции), на собственном ноутбуке с внешним микрофоном в импровизированной сурдокамере. По словам авторов мема, слово перезаписали мобильным телефоном с динамиков компьютера, в домашнем шуме.
На аудиоиллюзию отреагировали несколько известных людей, таких как Эллен Дедженерес, Стивен Кинг, и Крисси Тайген, а также Янни и Лорел Хейло, чьи имена похожи на произносимые в аудиозаписи. В видео, выпущенном Белым Домом в Твиттере, президент США Дональд Трамп ответил на мем шуткой: «Я слышу covfefe», это отсылка к его известному твиту 2017 года.
Издание The Guardian назвало иллюзию самой разделяющей темой в Интернете со времени иллюзии с синим и белым платьем в 2015 году. Vocabulary.com добавил отдельное определение к слову «Yanny» с аудиозаписью, идентичной записи к «Laurel», определение касается данной иллюзии.

## Научное объяснение
Портал CNET опросил более десятка экспертов, занимающихся звуком и восприятием звука и речи человеком, эксперты дали четыре основных объяснения:
1. Низкое качество записи. Низкое качество не дает воспринимать запись однозначно, в зависимости от усиления низких или высоких частот слышатся разные слова.
2. Низкое качество оборудования. Дешевые колонки или наушники хорошо воспроизводят или только басы, или только высокие частоты, но не оба одновременно. Как указано выше, это приводит к восприятию разных слов.
3. Разное устройство слухового аппарата. Форма ушной раковины может влиять на восприятие звука. Также с возрастом ухудшается восприятие высоких частот, поэтому дети слышат «Янни», а пожилые — «Лорел».
4. Мозг выбирает разные версии. Звуковое окружение, привычки влияют на выбор версии: жители шумных городов и тихих сел слышат разные слова. Может срабатывать эффект аналогичный оптическим иллюзиям: мозг сам заполняет недостающие фрагменты низкокачественной записи, что влияет на слышимое слово.

Бенджамин Мансон, профессор наук о слухе в университете Миннесоты, предположил, что «Янни» слышится на более высоких частотах, а «Лорел» — на более низких. Кевин Франк, возглавляющий отделение аудиологии из Массачусетского Института уха и глаза, рассказал Times, что аудиозапись действует на «границе восприятия», и сравнил её с иллюзией куба Неккера. Брэд Стори, профессор речи и слуха в Аризонском университете, сообщил телеканалу CNN, что на двусмысленность восприятия влияет низкое качество записи.
New York Times опубликовала на своем сайте интерактивный тест, позволяющий понижать и повышать громкость низких и высоких частот на записи. При этом слушатели слышат то «Янни», то «Лорел», что поддерживает объяснение Бенджамина Мансона.